# Dave Mattacks
Dave Mattacks (født David James Mattacks,(13. marts 1948 i Middlesex England) er en engelsk rocktrommeslager.
Dave Mattacks er nok bedst kendt for sit virke i gruppen Fairport Convention (fra 1969-1972, 1973-1975 og 1985-1997). Han startede oprindeligt som jazztrommeslager, men skiftede kurs med denne gruppe i 1969.
Han har spillet som Chris Rea's faste trommeslager i en periode i 1980'erne, og har været studiemusiker for et utal af kunstnere, bl.a. George Harrison, Paul McCartney, Elton John, og Brian Eno